# 2020년 2월
| 2020년: 1월 · 2월 · 3월 · 4월 · 5월 · 6월 · 7월 · 8월 · 9월 · 10월 · 11월 · 12월 |

| \| 2020년 2월 1일 (토요일) \| \| 편집 \| |  |      |
| 보건 - 2019-2020년 신종 코로나바이러스 유행: 다국적기업 애플이 오는 2월 9일까지 중화인민공화국 내의 모든 사무실, 매장, 고객 센터 등을 폐쇄할 것이라고 밝혔다. 스포츠 - 시카고 화이트삭스의 티켓 담당 직원 2명과 브로커가 공모하여 지난 4년간 3만 4,876장의 티켓을 빼돌려 유통하고 86만 8,369달러(한화 약 10억원)의 이익을 취한 것이 적발되었다. 이로 인하여 화이트 삭스 구단은 약 100만 달러 이상의 피해를 본 것으로 알려졌다. |  |      |
| 2020년 2월 1일 (토요일) |  | 편집 |

| 2020년 2월 1일 (토요일) |  | 편집 |

| \| 2020년 2월 2일 (일요일) \| \| 편집 \| |  |      |
| 보건 - 2019-2020년 신종 코로나바이러스 유행: 필리핀에서 해당 바이러스로 인한 사망자가 발생하였다. 중화인민공화국 이외의 지역에서 사망자가 발생한 것은 이번이 처음이다. 문화와 예술 - 제73회 영국 아카데미 영화상: 영화 《1917》이 작품상을 비롯하여 모두 7개 부문을 수상하였다. |  |      |
| 2020년 2월 2일 (일요일) |  | 편집 |

| 2020년 2월 2일 (일요일) |  | 편집 |

| \| 2020년 2월 3일 (월요일) \| \| 편집 \| |  |      |
| 경제와 비즈니스 - 춘절 연휴가 끝난 중화인민공화국의 주식 시장이 폭락하였다. 상하이 증권거래소와 선전 증권거래소가 개장과 동시에 상하이종합지수는 전 거래일인 1월 23일 대비 8.73%, 마찬가지로 선전성분지수는 전 거래일 보다 9.13% 하락 출발하였다. 코로나바이러스감염증-19 유행으로, 앞서 개장한 세계 주요 증권 시장들이 크게 하락한 가운데, 중화인민공화국의 증시 또한 큰 폭의 하락장이 예상된 바 있다. 스포츠 - 제54회 슈퍼볼(Super Bowl LIV)이 미국 플로리다주 마이애미가든스의 하드록 스타디움에서 열렸다. - 캔자스시티 치프스가 우승하였다. 캔자스시티는 샌프란시스코 포티나이너스를 31:20으로 꺾고 역대 두 번째 우승컵을 들어올렸다. 캔자스시티 치프스는 지난 1970년 슈퍼볼(Super Bowl IV)에서 우승한 바 있다. - 캔자스시티 치프스의 쿼터백인 패트릭 마홈스(Patrick Mahomes)가 슈퍼볼 MVP에 선정되었다. 정치와 선거 - 말라위 헌법재판소가 지난해 5월 실시된 대통령선거를 만장일치로 무효 결정했다고 밝혔다. 이에 따라 말라위는 150일 이내에 대선을 실시하게 된다. |  |      |
| 2020년 2월 3일 (월요일) |  | 편집 |

| 2020년 2월 3일 (월요일) |  | 편집 |

| \| 2020년 2월 4일 (화요일) \| \| 편집 \| |  |      |
| 보건 - 2019-2020년 신종 코로나바이러스 유행 - 홍콩에서 신종 코로나바이러스 (2019-nCoV)에 의한 사망자가 발생하였다. 중화인민공화국 본토 이외의 지역에서 사망자가 발생한 것은 지난 2월 1일 필리핀에서 사망자가 나온 데 이어 두 번째이다. 홍콩에서 숨진 39세 남성은 홍콩인으로 현지인 사망으로는 첫 번째 사례이다. 1일 필리핀에서 숨진 44세 남성 사망자는 우한 출신이었다. - 대한민국 현대자동차(울산공장)가 제네시스와 포터 생산라인을 중단하였으며, 오는 7일부터는 대한민국 내 모든 공장의 조업을 중단할 예정이다. 기아자동차는 전날인 3일 화성공장의 생산을 감축하였는데, 4일부터는 광주공장의 생산도 감축하고, 쌍용자동차(평택공장)는 4일부터 12일까지 휴업한다. 바이러스 유행으로 인하여 중화인민공화국 공급업체의 휴업이 길어지면서, 각 완성차 제조사들의 부품 수급에 문제가 생긴 것으로 알려졌다. 정치와 선거 - 케냐의 대니얼 아랍 모이 전 대통령이 숨졌다. 모이 전 대통령은 1978년부터 2002년까지 24년간 재임하였다. |  |      |
| 2020년 2월 4일 (화요일) |  | 편집 |

| 2020년 2월 4일 (화요일) |  | 편집 |

| \| 2020년 2월 5일 (수요일) \| \| 편집 \| |  |      |
| 문화와 예술 - 미국의 배우 커크 더글러스가 숨졌다. 재해 - 터키 반주에서 연이은 눈사태로 최소 41명 이상이 숨졌다. 4일 발생한 눈사태로 인한 실종자 수색을 하던 중, 재차 눈사태가 발생하면서 인명 피해가 커졌다. 정치와 선거 - 제1차 도널드 트럼프 대통령 탄핵 소추: 미국 상원에서 도널드 트럼프 대통령 탄핵안에 대한 최종 표결이 진행되었다. 권력 남용에 대해서는 반대 52표(찬성 48표), 의회 방해에 대해서는 반대 53표(찬성 47표)로 각각 무죄 평결이 내려졌다. 2019년 9월 24일 낸시 펠로시 하원 의장의 탄핵 조사 개시를 발표한지 134일만, 같은 해 12월 18일 하원에서 탄핵안이 통과된지 49일만에 탄핵 정국은 마무리되었다. |  |      |
| 2020년 2월 5일 (수요일) |  | 편집 |

| 2020년 2월 5일 (수요일) |  | 편집 |

| \| 2020년 2월 6일 (목요일) \| \| 편집 \| |  |      |
| 보건 - 2019-2020년 코로나바이러스감염증-19 유행: 코로나-19의 외부 공개를 주도한 의료진 중 한 명인 리원량이 저녁에 숨졌다고 알려졌으나, 우한시 중심병원은 이를 부인하였다. |  |      |
| 2020년 2월 6일 (목요일) |  | 편집 |

| 2020년 2월 6일 (목요일) |  | 편집 |

| \| 2020년 2월 7일 (금요일) \| \| 편집 \| |  |      |
| 법과 범죄 - 프랑스 경제부 산하의 경쟁·소비·부정방지국(DGCCRF)이 의도적으로 구형 아이폰의 속도를 느리게 한 애플사에 대하여 2,500만 유로(한화 약 326억 7,650만 원)의 벌금을 부과하였다. 2017년 연초에 관련 조사가 개시된 지 3년 여 만이다. 보건 - 2019-2020년 코로나바이러스감염증-19 유행: 코로나-19의 외부 공개를 주도한 의료진 중 한 명인 리원량이 새벽 2시 58분에 숨졌다. 정치와 선거 - 2020년 미국 대통령 선거 공화당 후보 경선: 일리노이주 하원 의원을 지냈던 조 월시(Joe Walsh) 후보가 공화당 후보 선출을 위한 경선을 포기한다고 밝혔다. - 제1차 도널드 트럼프 대통령 탄핵 소추: 하원 청문회 당시 도널드 트럼프 대통령에 대하여 불리한 증언을 하였던 알렉산더 빈드먼(Alexander Vindman) 중령이 파견 근무 중이던 미국 국가안전보장회의(NSC)에서 해고되었다. 또한 트럼프-우크라이나 스캔들의 대가성에 대해 증언한 주 유럽연합 미국대사 고든 선들랜드(Gordon Sondland) 등이 해고된 것으로 알려졌다. 또한 빈드먼의 쌍둥이 형제로, NSC 변호사로 활동한 예브게니 빈드먼(Yevgeny Vindman)이 업무에서 배제된 것으로 알려졌다. |  |      |
| 2020년 2월 7일 (금요일) |  | 편집 |

| 2020년 2월 7일 (금요일) |  | 편집 |

| \| 2020년 2월 8일 (토요일) \| \| 편집 \| |  |      |
| 무력충돌과 공격 - +나콘랏차시마 총기 난사 사건: 태국 나콘랏차시마주의 쇼핑몰 '터미널 21 코라트 몰'(Terminal 21 Korat mall)에서 한 군인이 총기 난사를 하는 사건이 발생하였다. 이로 인하여 최소 21명 이상이 숨진 것으로 알려졌다. 정치와 선거 - 아일랜드에서 총선이 실시되었다. |  |      |
| 2020년 2월 8일 (토요일) |  | 편집 |

| 2020년 2월 8일 (토요일) |  | 편집 |

| \| 2020년 2월 9일 (일요일) \| \| 편집 \| |  |      |
| 문화와 예술 - 제92회 아카데미상: 미국 캘리포니아주 로스앤젤레스의 돌비 극장에서 제92회 아카데미상 시상식이 진행되었다. - 봉준호 감독의 영화 《기생충》이 작품상, 감독상, 각본상, 국제영화상(종래의 외국어 영화상) 등 4개 부문을 수상하였다. - 《기생충》이 아카데미 작품상을 수상하면서, 역대 두 번째로 칸 영화제 (황금종려상)과 아카데미 작품상을 동시에 수상한 작품이 되었다. 기생충은 2019년 칸 영화제에서 황금종려상을 수상한 바 있다. 이에 앞서서 처음으로 두 상을 거머쥔 작품은 델버트 만 감독의 1955년 작품 《마티》로, 1955년 황금종려상과 1956년 아카데미 작품상을 수상하였다. |  |      |
| 2020년 2월 9일 (일요일) |  | 편집 |

| 2020년 2월 9일 (일요일) |  | 편집 |

| \| 2020년 2월 10일 (월요일) \| \| 편집 \| |  |      |
| 보건 - 2019-2020년 코로나바이러스감염증-19 유행: 일본 요코하마항 해상에서 격리 중인 크루즈 선박인 다이아몬드 프린세스의 승선자 중 65명이 추가로 확진되면서, 선내 감염자 수가 135명으로 늘었다. |  |      |
| 2020년 2월 10일 (월요일) |  | 편집 |

| 2020년 2월 10일 (월요일) |  | 편집 |

| \| 2020년 2월 11일 (화요일) \| \| 편집 \|                                                                                |  |      |
| 보건 - 2019-2020년 코로나바이러스감염증-19 유행: 중화인민공화국에서 바이러스로 인해 숨진 사망자 수가 1,000명을 넘어섰다. |  |      |
| 2020년 2월 11일 (화요일)                                                                                                 |  | 편집 |

| 2020년 2월 11일 (화요일) |  | 편집 |

| \| 2020년 2월 12일 (수요일) \| \| 편집 \|                                                                                          |  |      |
| 경제와 비즈니스 - 일본 닛산 자동차가 카를로스 곤 전 회장을 상대로 약 100억엔(한화 약 1,075억원) 규모의 손해배상 소송을 제기하였다. |  |      |
| 2020년 2월 12일 (수요일) |  | 편집 |

| 2020년 2월 12일 (수요일) |  | 편집 |

| \| 2020년 2월 13일 (목요일) \| \| 편집 \| |  |      |
| 문화와 예술 - 프랑스의 영화상인 세자르상을 주관하는 프랑스 영화기술아카데미의 영화진흥위원회(APC) 위원진이 총사퇴하였다. 위원진은 드레퓌스 사건을 소재로 한 로만 폴란스키 감독의 《J’accuse》가 최다 부문(12개 부문) 후보에 오르며 빚어진 논란과 관련하여 총사퇴한다고 밝혔다. 제45회 세자르상 시상식은 오는 2월 28일 진행된다. |  |      |
| 2020년 2월 13일 (목요일) |  | 편집 |

| 2020년 2월 13일 (목요일) |  | 편집 |

| \| 2020년 2월 14일 (금요일) \| \| 편집 \| |  |      |
| 스포츠 - 영국 축구 프리미어리그의 맨체스터 시티 FC 구단이 재정적 페어플레이 규정(FFP) 위반에 대한 징계로 두 시즌 동안의 UEFA 챔피언스리그 참가 금지 및 3,000만 유로(한화 약 384억 7천만 원)의 벌금을 부과받았다. 구단 측은 이에 대하여 과도한 징계로, 스포츠 중재 재판소(CAS)에 제소할 것이라고 밝혔다. 정치와 선거 - 대한민국 제21대 국회의원 선거: 4월 15일 대한민국 전역에서 치러질 총선을 앞두고, 각 정당의 합당이 발표되었다. - 자유한국당, 새로운보수당, 미래를향한전진4.0이 오는 17일 합당하고, 통합대회를 연다고 밝혔다. - 바른미래당과 대안신당, 민주평화당이 오는 17일 합당하기로 합의하였다고 밝혔다. 각 당의 당내 추인(追認)이 이루어지면 합당이 완료된다. |  |      |
| 2020년 2월 14일 (금요일) |  | 편집 |

| 2020년 2월 14일 (금요일) |  | 편집 |

| \| 2020년 2월 15일 (토요일) \| \| 편집 \| |  |      |
| 국제 관계 - 뮌헨안보회의(MSC)에 참석 중인 대한민국 강경화 외교장관과 마이크 폼페이오 미국 국무장관 그리고 모테기 도시미쓰 일본 외무상이 한미일 외교장관 회담을 열고, 북핵 문제에 대한 공조를 비롯한 현안 등을 논의하였다. 보건 - 2019-2020년 코로나바이러스감염증-19 유행 - 일본 주재 미국 대사관이 전세기를 이용하여 다이아몬드 프린세스에 승선하고 있는 자국민을 대피시킬 것이라고 밝혔다. 선내 감염자 수는 67명이 늘어나 285명이 되었다. 해당 선박에는 약 3,700여 명이 탑승하고 있는 것으로 알려졌다. - 프랑스에서 바이러스 감염자 1명이 숨졌다. 유럽에서의 사망자 발생은 이번이 처음이다. |  |      |
| 2020년 2월 15일 (토요일) |  | 편집 |

| 2020년 2월 15일 (토요일) |  | 편집 |

| \| 2020년 2월 16일 (일요일) \| \| 편집 \| |  |      |
| 경제와 비즈니스 - 미국의 자동차 회사인 제너럴모터스(GM)가 사업 구조조정을 발표하였다. GM은 오스트레일리아 현지에서 사용하던 상표인 홀덴(Holden)을 은퇴시키고, 오스트레일리아 현지 공장을 비롯한 뉴질랜드, 태국 등의 일부 공장을 매각하고, 인원을 감축하는 등의 구조조정을 진행할 것이라고 밝혔다. |  |      |
| 2020년 2월 16일 (일요일) |  | 편집 |

| 2020년 2월 16일 (일요일) |  | 편집 |

| \| 2020년 2월 17일 (월요일) \| \| 편집 \| |  |      |
| 보건 - 2019-2020년 코로나바이러스감염증-19 유행 - 중화인민공화국 리잔수 상무위원장이 감염증 유행과 관련하여, 양회(전국인민대표대회와 중국인민정치협상회의) 개최 연기에 대한 안건을 제청하여, 오는 24일 최종 결정되는 것으로 알려졌다. 중화인민공화국은 1995년 이래로 지난 25년여 동안, 관례적으로 양회를 3월 초에 개최해왔다. - 일본 요코하마항 앞에 정박해 격리 중인 다이아몬드 프린세스의 확진자가 99명 추가되면서, 지금까지의 확진자 수가 454명으로 늘었다. 사고 - 2020년 순천완주고속도로 추돌 사고: 대한민국의 순천완주고속도로 사매2터널에서 차량 30여 대의 연쇄 추돌 사고가 발생하였다. 이 사고로 최소 5명이 숨지고, 43명이 부상을 입었다. 정치와 선거 - 대한민국 제21대 국회의원 선거 - 미래통합당: 자유한국당, 새로운보수당, 미래를향한전진4.0이 합당하였다. - 바른미래당과 대안신당, 민주평화당의 합당이 미루어졌다. 2월 14일 합의안에 대한 바른미래당의 추인(追認)이 지연되었기 때문이다. 이와 별개로 각 당에 소속된 21명의 의원들은 공동으로 국회 교섭단체를 결성하는데 합의하였다. |  |      |
| 2020년 2월 17일 (월요일) |  | 편집 |

| 2020년 2월 17일 (월요일) |  | 편집 |

| \| 2020년 2월 18일 (화요일) \| \| 편집 \| |  |      |
| 경제와 비즈니스 - 미국 보이스카우트연맹(BSA, Boy Scouts of America)이 델라웨어주 법원에 파산 보호를 신청하였다. BSA는 수백 여건의 아동성범죄 소송에 대한 변호 비용 등의 지출이 증가하고, 신규 보이스카우트 회원이 급감하여 재정 상태가 나빠지자 이와 같이 결정한 것으로 알려졌다. - 대한민국 국세청과 코레일이 업무 협약을 체결함에 따라, 국세청이 지정하는 모범납세자는 오는 3월부터 주중 철도 이용 시 열차에 따라 10% ~ 30%의 운임을 할인받게 되었다. 운임 할인과 관련하여 국세청은 코레일 측에 상시적인 세무 서비스를 제공할 예정인 것으로 알려졌다. 보건 - 2019-2020년 코로나바이러스감염증-19 유행 - 일본 요코하마항 앞에 정박해 격리 중인 다이아몬드 프린세스의 확진자가 88명 추가되면서, 지금까지의 확진자 수가 542명으로 늘었다. - 중화인민공화국 후베이성 우한시 우창병원(武汉市武昌医院)의 류즈밍(劉智明) 병원장이 감염증으로 숨진 것으로 알려졌다. |  |      |
| 2020년 2월 18일 (화요일) |  | 편집 |

| 2020년 2월 18일 (화요일) |  | 편집 |

| \| 2020년 2월 19일 (수요일) \| \| 편집 \|                                                         |  |      |
| 무력 충돌과 공격 - 독일 하나우에서 총기 난사 사건이 발생, 최소 8명이 숨지고, 5명이 부상을 입었다. |  |      |
| 2020년 2월 19일 (수요일)                                                                          |  | 편집 |

| 2020년 2월 19일 (수요일) |  | 편집 |

| \| 2020년 2월 20일 (목요일) \| \| 편집 \| |  |      |
| 경제와 비즈니스 - 미국의 투자은행 모건 스탠리가 약 130억 달러(한화 약 15조 6천억 원)에 온라인 증권사 E-Trade를 인수하였다. 2007-2008년 세계 금융 위기 이후 월스트리트에서 이루어진 가장 큰 규모의 거래이다. 보건 - 2019-2020년 코로나바이러스감염증-19 유행 - 19일 사망한 63세 남성이 대한민국 내 첫 번째 사망자로 밝혀졌다. 지금까지의 확진자 수는 104명이다. - 대한민국 국방부는 군 내 코로나바이러스감염증-19 첫 감염자가 발생함에 따라 22일부터 전 장병의 휴가, 외출, 외박, 면회를 통제하기로 결정했다. 다만 말년 병장은 전역일에 붙여서 휴가를 사용해 군인 신분으로 조기퇴소가 가능하다. |  |      |
| 2020년 2월 20일 (목요일) |  | 편집 |

| 2020년 2월 20일 (목요일) |  | 편집 |

| \| 2020년 2월 21일 (금요일) \| \| 편집 \| |  |      |
| 법과 범죄 - 미국의 은행 웰스 파고가 2016년 9월 불거졌던 유령 계좌를 이용한 실적부풀리기와 관련해 법무부에 30억 달러를 지불할 예정이다. 합의의 일환으로 웰스 파고는 조사에 협조하고, 3년간 형사기소를 면할 것으로 알려졌다. 보건 - 2019-2020년 코로나바이러스감염증-19 유행 - 조선민주주의인민공화국이 평양특별시에서 예정된 평양 마라톤을 취소한 것으로 알려졌다. - 이스라엘과 레바논에서 각각 첫 감염자 발생이 보고되었다. - 이탈리아에서 처음으로 사망자가 발생하였다. 유럽에서는 두 번째로, 이에 앞선 2월 15일 프랑스에서 사망자가 발생한 바 있다. 정치와 선거 - 이란에서 총선이 실시되었다. |  |      |
| 2020년 2월 21일 (금요일) |  | 편집 |

| 2020년 2월 21일 (금요일) |  | 편집 |

| \| 2020년 2월 22일 (토요일) \| \| 편집 \| |  |      |
| 무력 충돌과 공격 - 파키스탄 카이베르파크툰크와주 페샤와르에서 대테러 전담 부서에 의하여 테러리스트 5명이 사망하였다. 보건 - 2019-2020년 코로나바이러스감염증-19 유행 - 대한민국의 코로나바이러스감염증-19 유행 - 대한민국에서 확진자 229명이 추가 보고되었다. - 대전, 세종, 춘천, 울산 등지에서 처음으로 감염 확진자가 보고되었다. - 사모아가 예방적 차원으로 크루즈 선박의 방문을 금지하였다. - 이라크에서 처음으로 감염자가 보고되었다. |  |      |
| 2020년 2월 22일 (토요일) |  | 편집 |

| 2020년 2월 22일 (토요일) |  | 편집 |

| \| 2020년 2월 23일 (일요일) \| \| 편집 \| |  |      |
| 보건 - 2019-2020년 코로나바이러스감염증-19 유행 - 대한민국의 코로나바이러스감염증-19 유행 - 대한민국 정부에서 감염병 위기 경보 단계를 ‘경계’에서 ‘심각’으로 격상하였다. - 대한민국 교육부에서 전국의 유치원 개원과 초·중·고등학교 개학을 3월 9일로 연기하였다. 대구의 경우 2월 20일에 대구광역시교육청에서 이미 개학을 연기하였다. - 다섯·여섯 번째 사망자가 발생하였다. - 이탈리아에서 확진자 수가 빠르게 늘면서, 100명을 넘어섰다. 25일까지 진행될 예정이었던 베네치아의 카니발 행사가 23일자로 남은 일정을 취소, 종료되었다. - 파키스탄이 이란에서 감염자가 늘어나는 것과 관련하여 타프탄(Taftan) 국경 지대를 폐쇄하였다. 재해 - 이란과 터키 국경지대에서 모멘트 규모 5.7의 지진이 발생, 최소 9명이 숨지고, 백여 명이 부상을 입었다. 정치와 선거 - 2020년 미국 대통령 선거 민주당 후보 경선: 세 번째 경선지인 네바다주 코커스(당원대회)에서 버니 샌더스가 승리하였다. |  |      |
| 2020년 2월 23일 (일요일) |  | 편집 |

| 2020년 2월 23일 (일요일) |  | 편집 |

| \| 2020년 2월 24일 (월요일) \| \| 편집 \| |  |      |
| 과학과 기술 - 미국의 수학자 캐서린 존슨이 숨졌다. 정치와 선거 - 대한민국 제21대 국회의원 선거 - 민생당: 2월 14일 합당 합의안에 대하여 바른미래당과 대안신당, 민주평화당 3당 대표가 추인하고, 합당을 결정하였다. 새로 출범하는 정당의 이름은 '민생당'으로 정해졌다. 3당은 합의 발표시 2월 17일 합당을 완료하려 했으나, 추인이 지연되어 합당이 늦춰졌었다. 보건 - 2019-2020년 코로나바이러스감염증-19 유행 - 대한민국의 코로나바이러스감염증-19 유행 - 여덟 번째 사망자가 발생하였다. - 군부대 내 확진자가 11명으로 늘어났다. 이 중 4명은 부대 내 감염이 의심되어 군 당국에 비상이 걸렸다. - 대한민국 국회에서 본회의가 연기되었다. - 한국교원단체총연합회 회장이 코로나-19 확진을 받아 서울의료원에 격리되었으며, 2월 19일 국회에서 열린 교육 관련 행사에서 그와 동석한 미래통합당 심재철 원내대표, 전희경 대변인, 곽상도 의원 등이 코로나-19 감염 여부 검사를 받았다. |  |      |
| 2020년 2월 24일 (월요일) |  | 편집 |

| 2020년 2월 24일 (월요일) |  | 편집 |

| \| 2020년 2월 25일 (화요일) \| \| 편집 \| |  |      |
| 보건 - 2019-2020년 코로나바이러스감염증-19 유행 - 대한민국의 감염 확진자 수가 80여 명 늘며, 1,000명에 육박하였다. - 스위스에서 처음으로 감염자가 발생, 1명의 확진자가 보고되었다. - 스페인 카나리아제도의 테네리페섬의 한 호텔에서 확진자가 발생, 호텔이 전면 봉쇄되었다. - 알제리에서 처음으로 감염자가 발생, 1명의 확진자가 보고되었다. 1주일 전 입국한 이탈리아 사람이 확진되었다. - 오스트리아에서 처음으로 감염자가 발생, 2명이 확진자가 보고되었다. - 이란 보건부의 이라즈 하리르치(Iraj Harirchi) 차관이 양성 판정되었다. - 이탈리아의 확진자 수가 300명을 넘어섰고, 사망자는 12명으로 늘었다. - 캐나다의 항공사 에어 캐나다가 오는 4월까지 중화인민공화국행 항공편의 운항을 전면 중단한다고 밝혔다. - 크로아티아에서 처음으로 감염자가 발생, 1명의 확진자가 보고되었다. 정치와 선거 - 이집트의 정치인 호스니 무바라크 전 대통령이 숨졌다. 무바라크는 1981년 10월에 집권하여, 2011년 2월 이집트 혁명으로 물러날 때까지 이집트를 철권통치하였다. |  |      |
| 2020년 2월 25일 (화요일) |  | 편집 |

| 2020년 2월 25일 (화요일) |  | 편집 |

| \| 2020년 2월 26일 (수요일) \| \| 편집 \| |  |      |
| 군사 - 한미연합훈련: 대한민국과 미국이 코로나바이러스감염증-19 유행과 관련하여, 오는 3월 예정된 연례연합훈련인 키 리졸브의 규모를 축소할 것으로 알려졌다. 법과 범죄 - 파푸아뉴기니 서부하일랜즈주의 교도소에서 백여 명이 탈옥하는 가운데 6명이 사살된 것으로 알려졌다. 사회 - 최고령 남성으로 지난 2월 12일 기네스 세계 기록에 올랐던 와타나베 지테쓰(渡邉智哲)가 숨졌다. 와타나베는 1907년 3월 5일생으로 일본의 연호로 보면, 메이지(明治) 40년에 태어난 인물이다. 스포츠 - 2020년 하계 올림픽: 국제 올림픽 위원회(IOC) 부회장을 지낸 바 있는 딕 파운드(Dick Pound) IOC 위원이 통신사 AP와의 인터뷰를 통하여 코로나바이러스감염증-19 유행이 이어진다면, 오는 5월 말까지 개최 여부를 결정해야 할 것이라고 언급하였다. 딕 위원은 여러 사정을 고려하게되면, 연기보다는 취소에 무게가 실릴 것이라고 인터뷰 하였다. 근대 올림픽은 1896년 대회가 열리기 시작한 이래로 제1차 세계 대전과 제2차 세계 대전 시기인 1916년, 1940년, 1944년, 세 차례 개최 취소가 결정된 바 있다. 보건 - 2019-2020년 코로나바이러스감염증-19 유행 - 대한민국의 감염 확진자 수가 09시 기준, 169명 늘어난 1146명으로 보고되었다. 16시 기준, 115명 추가된 1261명으로 보고되었다. - 중화인민공화국의 확진자가 406명 늘었다. 52명이 감염증으로 추가 사망하였다. |  |      |
| 2020년 2월 26일 (수요일) |  | 편집 |

| 2020년 2월 26일 (수요일) |  | 편집 |

| \| 2020년 2월 27일 (목요일) \| \| 편집 \| |  |      |
| 경제와 비즈니스 - 사이버 공격으로 오스트레일리아 전역의 양모 거래가 취소되었다. 양모 업계의 약 75%가 사용하는 거래 소프트웨어가 공격을 받은 것으로 알려졌다. - 한국은행이 전체회의를 열고, 현행 기준금리(연 1.25%) 동결을 결정하였다. 한국은행은 앞선 1월 17일 회의에서도 기준금리 유지를 결정한 바 있다. 보건 - 2019-2020년 코로나바이러스감염증-19 유행 - 대한민국의 코로나바이러스감염증-19 유행 - 09시 기준 334명, 16시 기준 171명, 모두 505명의 확진자가 추가 보고되었다. - 13번째 사망자가 발생하였으며, 군 확진자가 25명이 발생하였다. - 사우디아라비아가 메카, 메디나 예언자의 모스크 등의 성지 순례를 위한 외국인 입국을 중단하였다. - 스리랑카에서 처음으로 확진자가 보고되었다. - 에스토니아에서 처음으로 확진자가 보고되었다. - 중화인민공화국 국가위생건강위원회가 0시 기준으로 누적 확진자 78,497명, 사망자는 2,744명이라고 밝혔다. - 이란 마수메 엡테카르(Masoumeh Ebtekar) 부통령이 감염된 것으로 알려졌다. - 이탈리아의 확진자 650여 명을 넘어서고, 사망자가 17명으로 늘었다. - 일본 아베 신조 총리가 전국 초·중·고교에 대한 휴교를 지방 정부에 요청하였다. |  |      |
| 2020년 2월 27일 (목요일) |  | 편집 |

| 2020년 2월 27일 (목요일) |  | 편집 |

| \| 2020년 2월 28일 (금요일) \| \| 편집 \| |  |      |
| 보건 - 2019-2020년 코로나바이러스감염증-19 유행 - 나이지리아, 뉴질랜드, 리투아니아, 벨로루시에서 각각 처음으로 감염자가 보고되었다. - 대한민국의 코로나바이러스감염증-19 유행: 서울대학교 기숙사에서 코로나 확진자가 발생하였다. 확진자 수는 09시 기준 256명이 추가된 2022명, 16시 기준 315명이 추가된 2337명으로 늘었다. 그리고 15, 16번째 사망자가 발생하였다. - 일본 지자체 중에서는 처음으로 홋카이도가 긴급사태를 선포하였다. 스즈키 나오미치 도지사는 비상사태를 선포하고, 도민들의 주말 외출 자제를 요청하였다. 일본방송협회(NHK) 집계 기준, 홋카이도의 감염자 수는 12명이 늘어난 66명인 것으로 알려졌다. 사회 - 교황 프란치스코 감기 증상을 이유로 외부 일정을 취소했다. |  |      |
| 2020년 2월 28일 (금요일) |  | 편집 |

| 2020년 2월 28일 (금요일) |  | 편집 |

| \| 2020년 2월 29일 (토요일) \| \| 편집 \| |  |      |
| 보건 - 2019-2020년 코로나바이러스감염증-19 유행 - 일본에서 코로나 확산방지를 이유로 아무런 예고 없이 전국 학교에 휴교 요청을 한 뒤 3월말까지 휴교를 강행하였다. - 대한민국의 코로나바이러스감염증-19 유행 - 대구광역시의 모든 유치원 초중고 특수학교 개학이 2주일 더 연기되었다. 16시 기준 확진자 수가 3,150명으로 늘었다. 정치와 선거 - 말레이시아의 마하티르 빈 모하맛 총리가 사임하였다. |  |      |
| 2020년 2월 29일 (토요일) |  | 편집 |

| 2020년 2월 29일 (토요일) |  | 편집 |

| <          | 2020년 2월  | 2020년 2월 | 2020년 2월 | 2020년 2월 | 2020년 2월 | >          |
| 일         | 월          | 화         | 수         | 목         | 금         | 토         |
|            |             |            |            |            |            | 1 1.8 갑술 |
| 2 9 을해   | 3 10 병자   | 4 11 정축  | 5 12 무인  | 6 13 기묘  | 7 14 경진  | 8 15 신사  |
| 9 16 임오  | 10 17 계미  | 11 18 갑신 | 12 19 을유 | 13 20 병술 | 14 21 정해 | 15 22 무자 |
| 16 23 기축 | 17 24 경인  | 18 25 신묘 | 19 26 임진 | 20 27 계사 | 21 28 갑오 | 22 29 을미 |
| 23 30 병신 | 24 2.1 정유 | 25 2 무술  | 26 3 기해  | 27 4 경자  | 28 5 신축  | 29 6 임인  |

| - 2020년 - 1월 - 2월 - 3월 편집하기 |